# 카미유 쇼탕

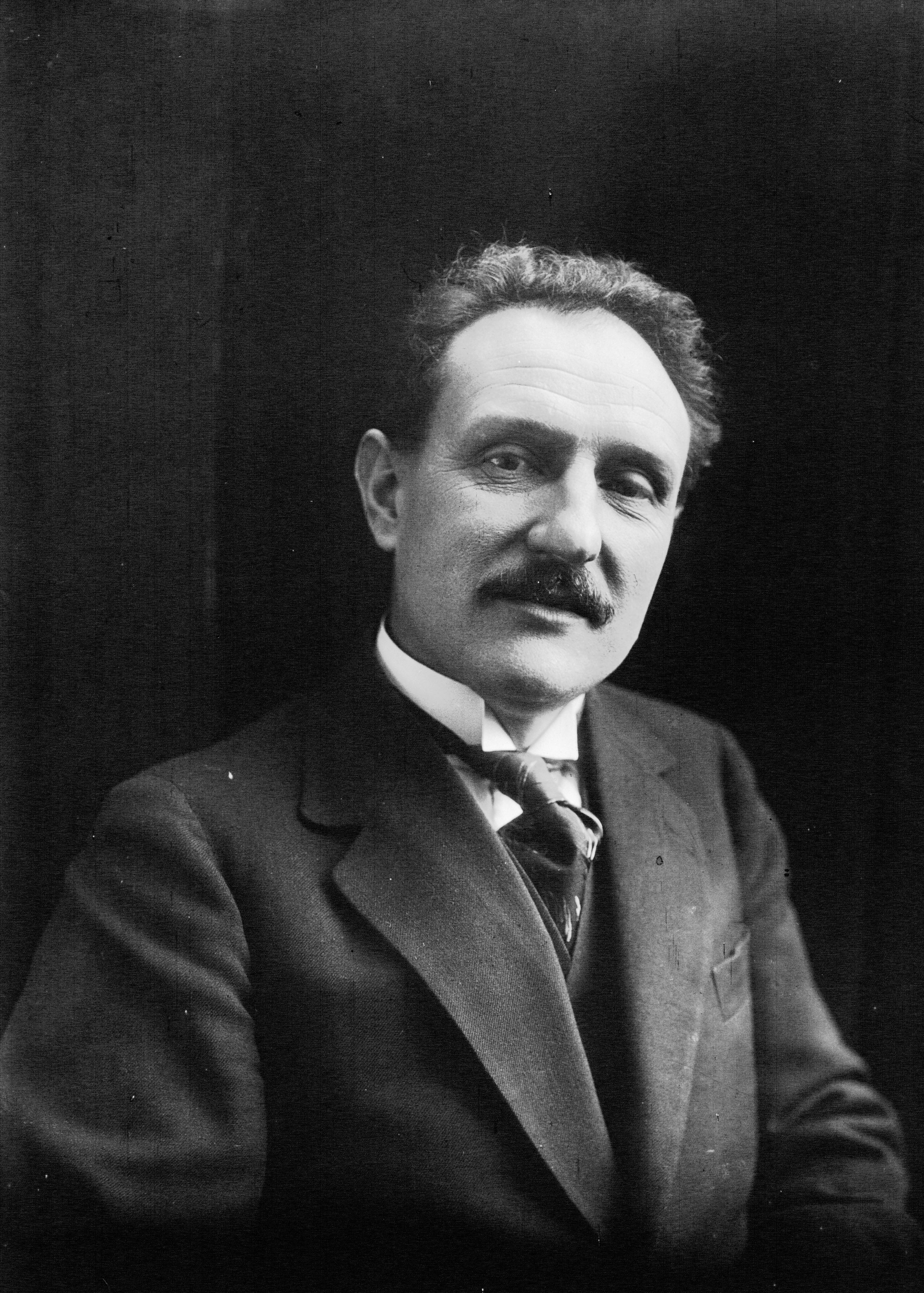

카미유 쇼탕(Camille Chautemps, 1885년 2월 1일 ~ 1963년 7월 22일)은 프랑스의 정치인이다. 1930년과 1933년, 그리고 1937년부터 1938년까지 세 차례 프랑스 총리를 역임하였다.